# Hylotelephium parvistamineum
Hylotelephium parvistamineum là một loài thực vật có hoa trong họ Crassulaceae. Loài này được (Petrov) Czerep. miêu tả khoa học đầu tiên năm 1995.